# Rajk László (politikus)
Rajk László, született Reich László (Székelyudvarhely, 1909. március 8. – Budapest, Józsefváros, 1949. október 15.) kommunista politikus, miniszter, 1945 után belügyminiszterként a Rákosi-diktatúra és terror kiépítésének fontos szereplője, 1948-tól külügyminiszter. A Rákosi–Gerő–Farkas moszkovita klikk a kommunista párton belüli rivalizálástól tartva koncepciós perben elítéltette, és kivégeztette 1949-ben.

## Élete

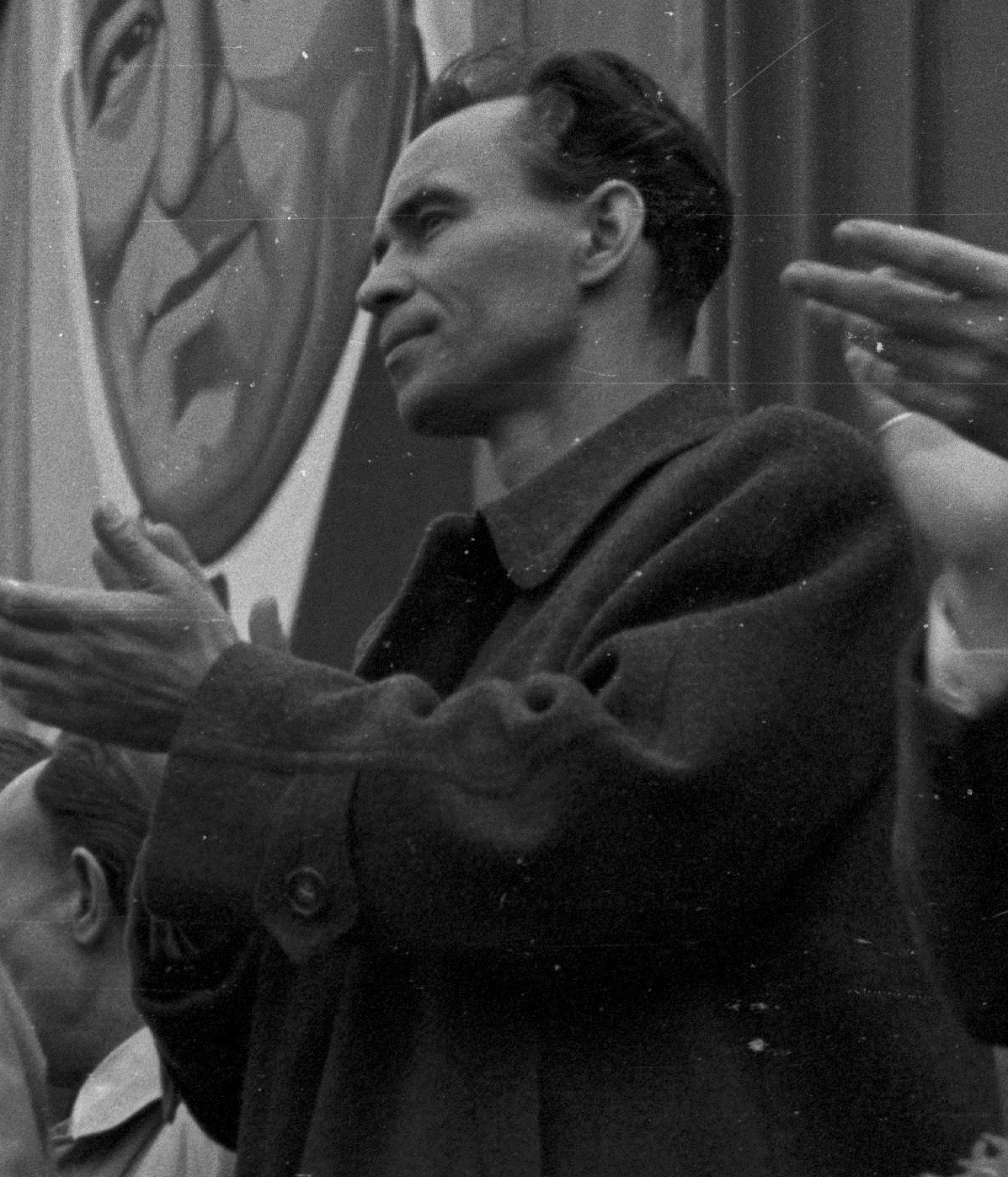
Rajk 1947-ben

Egy 11 gyermekes erdélyi szász család 9. gyermekeként született. Apja Reich József, díszes női csizmákra szakosodott csizmadiamester, anyja Mészáros Vilma. Testvére Rajk Endre, későbbi nyilas politikus. A székelyudvarhelyi Baczkamadarasi Kis Gergely Református Líceumban kezdte el tanulmányait, majd 1929-től a Pázmány Péter Tudományegyetem bölcsészettudományi karán magyar–francia szakon tanult.

### Bekapcsolódása a kommunista mozgalomba
1930-ban bekapcsolódott az illegális kommunista mozgalomba, 1931-ben tagja lett a KMP-nek és a KIMSZ-nek, ennek főiskolás bizottságában a bölcsészek munkáját irányította, részt vett röpiratok megfogalmazásában és terjesztésükben az egyetemeken. Illegális politikai tevékenysége miatt többször letartóztatták. Tanulmányait nem folytathatta, 1933-tól építőmunkásként dolgozott. A Magyar Építőmunkások Országos Szövetsége kommunista frakciójának vezetőjeként egyik szervezője és irányítója volt az 1935. évi nagy építőmunkás-sztrájknak.
1936-ban a párt utasítására Prágába, innen 1937-ben Spanyolországba ment, Firtos László álnéven részt vett a polgárháborúban. A Nemzetközi Brigádok magyar zászlóaljának politikai biztosa és párttitkára volt, a harcokban súlyosan megsebesült. 1939-ben, a második spanyol köztársaság bukása után Franciaországba menekült, ahol internáló táborba került. A viszonyok lazulásakor németországi munkára jelentkezett, majd pártutasításra[forrás?], német kommunisták segítségével[forrás?] 1941 őszén illegálisan hazatért Magyarországra. Földi Júlia (1945-től Rajk felesége) lakásában bujkált. Még abban az évben letartóztatták és internálták. Két és fél évig raboskodott Budapesten, majd Kistarcsán. 1944. szeptemberi szabadulása után a párt Központi Bizottságának titkára, a Magyar Front egyik vezetője, az ellenállási mozgalom egyik fő szervezője és irányítója lett. Ő készítette el a két munkáspárt előzetes megegyezése alapján a Magyar Front akcióegység-programját, amelyet 1944. október 10-én írtak alá. 1944 decemberében a nyilasok ki akarták végezni, ezért Sopronkőhidára, majd Németországba hurcolták, de bátyja, Rajk Endre nyilas államtitkár közbenjárására nem ítélték halálra.
1945. május 13-án hazatérve bekapcsolódott a pártmunkába és az országos politikába, tagja lett az MKP valamennyi vezető testületének, valamint az Ideiglenes Nemzetgyűlésnek, országgyűlési képviselő volt. 1945 májusától novemberéig a budapesti pártbizottság titkára, majd 1945 novemberétől 1946. március 1-jéig az MKP főtitkárhelyettese lett.

### Belügyminiszter (1946–48)
1946. március 20-tól belügyminiszter volt. Belügyminisztersége alatt a rendőrségen belül működő politikai rendőrséget (PRO) önálló szervezetté alakították (ÁVO) – a kor szóhasználatával – a „fasiszta és reakciós csoportok” elleni harc folytatására. Számos vallásos, nemzeti és demokrata szellemű intézményt és szervezetet tiltott be, illetve oszlatott fel (mintegy 1500-at), aktív szerepe volt az 1947-es „kékcédulás” választások manipulációiban, és az első koncepciós perek megrendezésében. Az első ilyen per az 1947-es szegedi Magyar Ellenállási Mozgalom-per volt, melyet Komlós János szegedi ÁVO parancsnokhelyettes (későbbi humorista) tervezett meg, és Rajk felügyelt. A szegedi jobboldal politikusait beszervezett provokátor („agent provocateur”) segítségével illegális szervezet létrehozására bátorították. A szervezkedés megindult, Komlós már le akart csapni a szervezkedőkre, ám Rajk – hogy a vád és az ügy propagandaértéke még komolyabbá váljon – utasítást adott az amerikai imperializmussal való összekapcsolásra. Egy Budapestről küldött ÁVO ügynök „amerikai kémként” kapcsolatba lépett a szervezkedő csoporttal. Az ügybe végül 40 személyt kevertek bele.
A következő jelentős koncepciós per az egyház megfélemlítésére kreált Pócspetri per volt 1948-ban. Belügyminiszteri utasítására engedték ki az 1947-es „kékcédulás” választásokon törvénytelenül szavazó, a szociáldemokrata Ries István igazságügyi miniszter által letartóztatott kommunistákat.
1948. március 20-án a Magyar–Jugoszláv Társaság elnöke lett, korábban alelnök volt.
Belügyminiszterként a kommunista vezetésen belüli hatalmi harcok ütközőpontjába került. A formálisan a Rajk vezette belügyminisztérium alá tartozó ÁVO 1948-ra egyre inkább önálló szervként kezdett működni, vezetője, Péter Gábor nem kívánta eltűrni Rajk beleszólását. Amikor Rajk megnyirbálta az ÁVO költségvetését, Péter Gábor 1948 elején „párt- és rendszerellenes magatartással” vádolta meg, támogatta a Rajk befolyására féltékeny Farkas Mihály honvédelmi miniszter is. Hatásukra Rákosi 1948. augusztus 5-én Rajkot a belügyminiszteri posztról a jóval kisebb befolyást jelentő külügyminiszterire helyezte át. Külügyminiszter 1949. május 20-áig volt. 1948-ban Kossuth-érdemrenddel (első osztály) tüntették ki.

## A Rajk-per
1949. május 30-án a kommunisták közti népszerűségére féltékeny Rákosi Mátyás és köre nyomására, Rajkot koholt vádak alapján (kémkedés az imperialistáknak, korábbi együttműködés a Horthy-korszak titkosrendőrségével) letartóztatták. A per valódi oka Rákosi vetélytárstól való félelme, illetve a korábbi magyarországi kommunisták és moszkoviták (Rákosi–Gerő–Farkas) közti konfliktus kiéleződése lehetett. Farkas Mihály és Péter Gábor ugyancsak erős ellenérzésekkel viseltettek Rajkkal szemben. Rákosi az áldozat kiválasztásakor eleinte a mezőgazdaságban különutas Nagy Imre, illetve a népszerű Rajk között ingadozott, ám mivel Nagynak jó kapcsolatai voltak a moszkvai pártvezetésben, ezért az ő áldozatát nehezebb lett volna megindokolni.
Rajkot a Svábhegyre, egy Eötvös úti titkos ÁVO-villába szállították, ahol ügyének több szereplőjét már fogva tartották. Az első héten a pszichikai ráhatás, kifárasztás, kínzások hatására megtört, rá terhelő vallomást tett „tanúkkal” való szembesítéssel próbálkoztak nála, ő azonban ártatlanságát hangoztatta, és kérte, hogy beszélhessen Rákosival. A párt első titkára erre nem volt hajlandó, de június 7-én késő este odaküldte két miniszterét. Vallató elvtársai, Kádár János belügy- és Farkas Mihály honvédelmi miniszter igyekeztek meggyőzni Rajkot, hogy a per célja csak megfélemlítés lesz, ha beismeri a vádakat, a halálos ítélet végrehajtására nem kerül sor. Rajk önkritikát gyakorolt, elismerte, hogy miniszteri működése során ugyan követett el hibákat, de a kémkedés vádját nem volt hajlandó vállalni. Farkas Mihály az eredménytelen próbálkozás után verette meg először, azonban Rajk ekkor még a brutális bántalmazások ellenére is minden vádat tagadott. A vád tehát változatlanul igen gyenge lábakon állt, a „bizonyítékok” még egy koncepciós ügyhöz sem bizonyultak elegendőnek, ezért Rákosi tanácsért Moszkvába utazott.
Ekkor kapcsolódtak be az ügybe a szovjet tanácsadók, Mihail Belkin altábornagy, az MGB közép-európai főnöke, Georgij Jevdokimenko ezredes és Poljakov alezredes. Bár több kihallgatást ők vezettek, nevük a fennmaradt jegyzőkönyvekben nem került rögzítésre. Megjelenésükkel véget vetettek a gyanúsítottak fizikai bántalmazásának, ám akárcsak a magyar vizsgálók, a nagypolitika elvárásait illetően ők is tanácstalanok voltak. Péter Gábor és Szücs Ernő Belkin altábornagy beleegyezésével levelet írt Viktor Abakumovnak, a szovjet állambiztonsági minisztérium akkori vezetőjének, hogy figyelmeztessék: Rákosi provokációra készül. A Belkin különgépén Moszkvába juttatott levélre azonban nem érkezett válasz. (Az évekkel később Rákosi kezébe került levél váltotta ki Péter Gábor 1953-as letartóztatását.) Belkinék a koncepciót Sztálinnal kidolgozó Rákosival együttműködve, a szovjet politikai érdekeknek megfelelően hangolták át az ügyet. A per célja immár a Titóval szembeni szovjet szembenállás felé történő szolidaritás hangsúlyozása volt, Rajkot és társait pedig az 1948-ban kiátkozott jugoszláv kommunistákkal való kapcsolattartással vádolták. Rajk ekkor minden ellene felhozott képtelen vádat beismert.
A per vádiratát maga Rákosi Mátyás, a párt főtitkára készítette, és Sztálin hagyta jóvá. A tárgyalásvezető bíró az a Jankó Péter volt, aki előtte már számos népbírósági perben is elnökölt. Ekkoriban hangzott el a pártvezér hírhedtté vált dicsekvése: „megvallom, sok álmatlan éjszakámba került, amíg a végrehajtás terve alakot öltött”. Rákosi a per idejére a dolgozószobájában külön hangszórót szereltetett fel, melyen át végigkísérhette a tárgyalás menetét, illetve egy külön telefonvonalat, amelynek útján a helyszínen levő Péter Gáboron keresztül folyamatosan instruálta a bíróságot – de a vádlottakat és a védőket is. A szeptember 16-án kezdődött bírósági tárgyalást rádión közvetítették. A perben a népbíróság szeptember 24-én népellenes bűntett és hűtlenség vádjával halálra ítélte Rajk Lászlót, valamint Szőnyi Tibort és Szalai Andrást. Szinte tragikomikus jogi szemmel, hogy Rákosi az 1948. évben, tehát az ún. fordulat évében meghirdette: az 1949-ben életbe lépő alkotmány folytán a jogszabályok alkalmazása terén beáll a diszkontinuitás, tehát az 1945. év előtti jogszabályok hatályukat vesztik. Ezt mellőzve Rajkot és társait a Horthy rendszer jogszabálya, a hűtlenségről és kémkedésről szóló 1930. évi III. tc. alapján ítélték el. A per után a Szovjetunió, majd az összes népi demokrácia felmondta szerződéseit az „imperialista bérenc” Jugoszláviával. Az ítéletet október 15-én hajtották végre az ÁVH Conti utcai börtönében. Felesége öt évi börtönbüntetést kapott, gyermekük nevelőintézetbe került, ahol „Kovács István”-nak hívták. Senki nem tudta, ki ő valójában. Rajk és társai perével kezdődött meg a tisztogatás a sztálini és a szovjet példát követve a párt belső köreiben is.

### Rehabilitálása

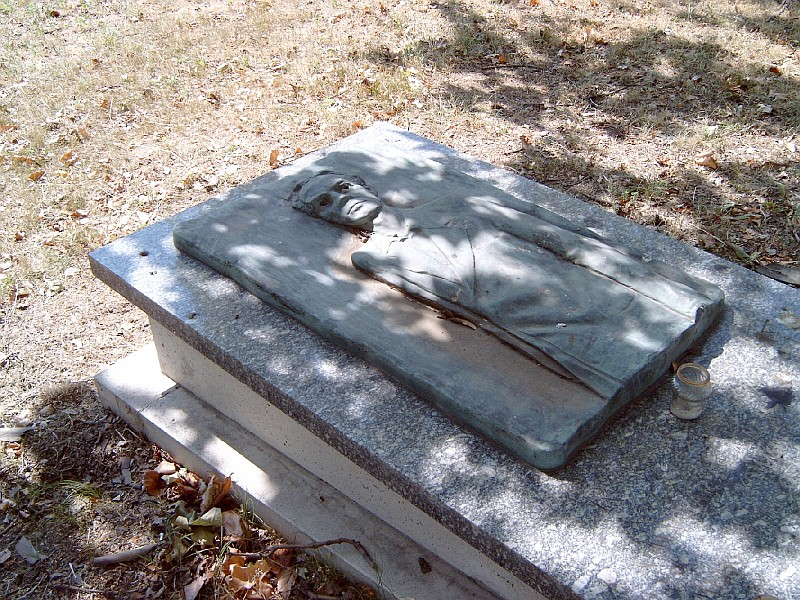
Rajk László sírja Budapesten. Kerepesi temető: 11-10-4/a. Varga Imre alkotása.

Még 1955 júliusában rehabilitálták, ugyanis Rákosinak nem sikerült leállítani a kommunista rendszer által korábban elkövetett törvénytelenségek felülvizsgálatát, s ebbe beletartozott Rajk László pere és kivégzése is. A szovjet–jugoszláv kibékülés és az SZKP – Sztálin bűneit feltáró – XX. Kongresszusa után Rákosi helyzete tarthatatlanná vált. Elismerte a Rajk-perrel kapcsolatos személyes felelősségét is.
1956 tavaszán Rajk Lászlóné Földi Júlia el akarta temetni a még akkor is temetetlen férjét. Hosszas egyeztetés után 1956. október 6-ára engedélyezték a rehabilitált Rajk László és társai nyilvános újratemetését a Kerepesi temetőben. A temetés százezres tömegdemonstrációvá vált. Utána az egyetemisták rendszer elleni tüntetést szerveztek.
Az 1956-os forradalom bukása után Kádárék két évre Romániába deportáltatták az özvegyet és gyermekét, ifj. Rajk Lászlót. Nagy Imrével együtt tartóztatták le őket, és ők is bent voltak a jugoszláv követségen.

## Vélemények Rajk Lászlóról
Rajkot szimpatikusnak találtam. Emberformája volt. Valahogy az összes Moszkvából, Sztálin árnyékából jött kommunistában, Nagy Imre kivételével, volt valami embertelen. Ez vonatkozott Rákosira, Gerőre, némileg Révaira is, és főleg Farkas Mihályra.
A politikai anekdota szerint a rendszer elleni néma tüntetéssé alakult Rajk-temetésen Rajk egy hajdani barátja a több százezres tömeg láttán megjegyezte:
Ha szegény Laci élne, most biztos közénk lövetne.

## Művei
- A népi demokrácia kérdései. Gerő Ernő, Rajk László, stb. felszólalásai a Magyar Kommunista Párt 3. kongresszusán; Szikra, Budapest, 1946
- Kommunisták a nemzetgyűlésen. Rajk László beszéde 1945. dec. 1-én, Révai József beszéde 1945. dec. 4-én; Szikra Ny., Budapest, 1946
- A következő láncszem. Elméleti feladataink és a pártoktatás. A Magyar Dolgozók Pártja 1. országos Oktatási Értekezlete 1948. szept. 25-26. Rajk László, Révai József stb. előadása; MDP, Budapest, 1948
- A népi demokrácia útján a szocializmusért. Gerő Ernő, Rajk László stb. hozzászólásai a Magyar Kommunista Párt és a Szociáldemokrata Párt egyesülési kongresszusán; Szikra, Budapest, 1948
- A magyar külpolitika útja; Szikra, Budapest, 1949 (A Magyar Dolgozók Pártja Politikai Akadémiája)

## Emlékezete
Az újlipótvárosi Pannonia utca 1969-1990 között viselte a nevét.